# Västergötlands runinskrifter 17
Västergötlands runinskrifter 17 är en försvunnen vikingatida runsten som funnits i Skeberga, Torsö socken och Mariestads kommun. Stenen har varit försvunnen sedan åtminstone 1862. Runstenen har relativt liten, cirka 1,3 meter hög och 0,65 meter bred. Stenen har ristning på två sidor.

## Inskriften
Translitterering av runraden:
§A [uikikr : lit : kirua ...---k : aiftir : iutur : sino ur--- : tit : karþa : aiftir : sin ...-non : aftir : biurn : bruþur : sin :] 
§B [auk : risti : stain : þ--... : iftir : þorstain bruþur : sina : aftir : sun : auk : bruþur : auk : mik]
Normalisering till runsvenska:
§A Vikingʀ let gærva ... æftiʀ dottur sina ... let gærva æftiʀ sin ... æftiʀ Biorn, broður sinn, 
§B ok ræisti stæin þ[enna] æftiʀ Þorstæin, broður sinn; æftiʀ sun ok broður ok mag.
Översättning till nusvenska:
Viking lät göra ... efter sin dotter ... lät göra efter ... efter Björn, sin broder, och reste denna sten efter Torsten, sin broder; efter son och broder och måg (frände).